# Juan Bernat
Juan Velasco Bernat (Cullera, 1993. március 1. –) spanyol válogatott labdarúgó, a Paris Saint-Germain játékosa, de kölcsönben a Villarreal csapatában szerepel.

## Pályafutása

### Valencia
Bernat a spanyol negyedosztály 17-es csoportjában debütált a Valencia Mestalla színeiben. A csapat segítségére volt és sikerült feljutniuk a harmadosztályba. A felnőtteknél a 2011–12-es szezon előtti felkészülési mérkőzésen debütált a portugál Sporting CP ellen 3–0-ra elvesztett mérkőzésen. Nem sokkal később 2015-ig szóló profi szerződést kötött a  Valenciával.
2011. augusztus 27-én debütált a La Ligában a Racing de Santander ellen 4–3-ra megnyert mérkőzésen, mint kezdőjátékos, majd a félidőben Sergio Canales váltotta. 2012. január 26-án a spanyol kupában a  Levante UD ellen megnyert mérkőzésen gólpasszt adott Pablo Piattinak.
2012. február 16-án az Európa-ligában is bemutatkozott, a Stoke City ellen a 88. percben lépett pályára.

### Bayern München
2014. július 7-én ötéves szerződést írt alá a német élvonal sikercsapatához, az FC Baynern Münchenhez. Augusztus 13-án debütált, és a teljes német szuperkupa meccset végigjátszotta, amelyen a Borussia Dortmund ellen 2–0-s vereséget szenvedtek. 9 nappal később játszotta az első Bundesliga találkozóját, ahol 2–1-re legyőzték a VfL Wolfsburg gárdáját.
Röviddel azután, hogy megnyerte a Boot's Talent Radar által létrehozott,  2014 legjobb 20 év körüli fiatal játékosa címet, megszerezte első gólját a Bajorok mezében, de így is 4–1-es vereséget szenvedtek el VfL Wolfsburg csapatától, 2015. január 30-án.

### Paris-Saint Germain
2018. augusztus 31-én, a nyári átigazolási időszak végén 3 éves megállapodást kötött a francia Paris Saint-Germain FC-vel, helyettesítve honfitársát, Yuri Berchiche-t, aki az Athletic Bilbaohoz távozott. Szeptember 14-én debütált a Ligue 1-ben és mind a 90 percet végigjátszotta az AS Saint-Étienne elleni 4–0-s győzelemmel záródó mérkőzést. November 6-án szerezte első gólját, klubja így 1–1-es döntetlent játszott az SSC Napoli elleni Bajnokok Ligája csoportkörében.

#### Kölcsönben
2023. szeptember 1-jén a portugál Benfica vette kölcsön a 2023–2024-es idény végéig. Október 3-án, az Inter elleni Bajnokok Ligája csoporttalálkozón mutatkozott be a lisszaboni csapatban. A Primeira Ligában négy nappal később debütált, David Jurásek helyére állt be az Estoril elleni idegenbeli 1–0 -s győzelem alkalmával; Sérülés miatt az egész szezonban mindössze hét tétmérkőzésen szerepelt.
2024. augusztus 30-án Villarrealhoz került, ugyancsak kölcsönbe.

### A válogatottban
A 2010-es U17-es Európa-bajnokságon tagja volt az ezüstérmes csapatnak, amely a döntőben alul maradt az angol U17-es válogatott ellen.

## Statisztika

### Klubokban
2020. március 11-én frissítve.
| Klub                | Szezon           | Liga               | Liga  | Liga | Kupa  | Kupa | Nemzetközi | Nemzetközi | Egyéb | Egyéb | Összesen | Összesen |
| Klub                | Szezon           | Bajnokság          | Mérk. | Gól  | Mérk. | Gól  | Mérk.      | Gól        | Mérk. | Gól   | Mérk.    | Gól      |
| ------------------- | ---------------- | ------------------ | ----- | ---- | ----- | ---- | ---------- | ---------- | ----- | ----- | -------- | -------- |
| Valencia B          | 2011–12          | Segunda División B | 24    | 7    | 0     | 0    | 0          | 0          | —     | —     | 24       | 7        |
| Valencia B          | Összesen         | Összesen           | 24    | 7    | 0     | 0    | 0          | 0          | —     | —     | 24       | 7        |
| Valencia            | 2011–12          | La Liga            | 7     | 0    | 1     | 0    | 2          | 0          | —     | —     | 10       | 0        |
| Valencia            | 2012–13          | La Liga            | 12    | 0    | 3     | 1    | 0          | 0          | —     | —     | 15       | 1        |
| Valencia            | 2013–14          | La Liga            | 32    | 1    | 4     | 0    | 13         | 1          | —     | —     | 49       | 2        |
| Valencia            | Összesen         | Összesen           | 51    | 1    | 8     | 1    | 15         | 1          | —     | —     | 74       | 3        |
| Bayern München      | 2014–15          | Bundesliga         | 31    | 1    | 5     | 0    | 12         | 0          | 1     | 0     | 49       | 1        |
| Bayern München      | 2015–16          | Bundesliga         | 16    | 0    | 3     | 0    | 8          | 0          | 0     | 0     | 27       | 0        |
| Bayern München      | 2016–17          | Bundesliga         | 18    | 2    | 3     | 0    | 4          | 2          | 1     | 0     | 26       | 4        |
| Bayern München      | 2017–18          | Bundesliga         | 11    | 0    | 0     | 0    | 1          | 0          | 0     | 0     | 12       | 0        |
| Bayern München      | Összesen         | Összesen           | 76    | 3    | 11    | 0    | 26         | 2          | 2     | 0     | 114      | 5        |
| Paris Saint-Germain | 2018–19          | Ligue 1            | 25    | 1    | 6     | 0    | 8          | 3          | 0     | 0     | 39       | 4        |
| Paris Saint-Germain | 2019–20          | Ligue 1            | 18    | 0    | 3     | 0    | 7          | 1          | 1     | 0     | 29       | 1        |
| Paris Saint-Germain | Összesen         | Összesen           | 43    | 1    | 9     | 0    | 15         | 4          | 1     | 0     | 68       | 5        |
| Karrier összesen    | Karrier összesen | Karrier összesen   | 170   | 5    | 28    | 1    | 55         | 7          | 3     | 0     | 255      | 13       |

1. ↑  Magában foglalja a Spanyol kupa, a Német kupa, a Francia kupa és a Francia ligakupa mérkőzéseket
2. ↑  Magában foglalja a Bajnokok ligája és az Európa-liga mérkőzéseket
3. ↑  Magában foglalja a Német szuperkupa és a Francia szuperkupa mérkőzéseket

### A válogatottban
2019. november 15-én frissítve.
| Spanyolország | Spanyolország | Spanyolország |
| Év            | Mérkőzés      | Gól           |
| ------------- | ------------- | ------------- |
| 2014          | 2             | 1             |
| 2015          | 5             | 0             |
| 2019          | 4             | 0             |
| Összesen      | 11            | 1             |

#### Góljai a válogatottban
| #  | Dátum             | Helyszín                           | Ellenfél  | Gól | Eredmény | Kiírás                                       |
| -- | ----------------- | ---------------------------------- | --------- | --- | -------- | -------------------------------------------- |
| 1. | 2014. október 12. | Josy Barthel, Luxemburg, Luxemburg | Luxemburg | 4–0 | 4–0      | 2016-os labdarúgó-Európa-bajnokság selejtező |

## Sikerei, díjai

### Klubokban
Bayern München
- Német bajnok: 2014–15, 2015–16, 2016–17, 2017–18
- Német kupa: 2015–16
- Német szuperkupa: 2016, 2018

Paris-Saint Germain
- Francia bajnok: 2018–19, 2019–20
- Francia szuperkupa: 2019

### A válogatottban
Spanyolország U17
- U17-es Európa-bajnokság döntős: 2010

Spanyolország U19
- U19-es Európa-bajnokság:  2012